# Marilyn Waring
Marilyn Waring (ur. 7 października 1952 w Ngāruawāhia) – nowozelandzka polityk, działaczka ekologiczna, ekonomistka, feministka i główna założycielka ekonomii feministycznej.
W latach 1975–1984 zasiadała w nowozelandzkim parlamencie. Poparła objęcie Nowej Zelandii strefą bezatomową. Po odejściu z parlamentu napisała książkę If woman counted. Zajmuje się ekonomią polityczną, zarządzeniem i prawami człowieka. Jest jedną z założycielek ekonomii feministycznej. Krytykuje nadmierne przywiązanie do konceptu PKB. Od 2021 roku zasiada w Radzie WHO ds. ekonomii zdrowia dla wszystkich.